# Expansietektoniek
Expansietektoniek is een regime van tektoniek, waarbij tektonische vervormingen van de korst domineren die worden veroorzaakt door mechanische spanningen als gevolg van het uitzetten (expansie) van het betreffende hemellichaam. Uitzetting kan veroorzaakt worden door het opwarmen of juist afkoelen van het hemellichaam.
Expansietektoniek door afkoeling vindt plaats op ijswerelden. Daar water de unieke eigenschap heeft om zich uit te zetten wanneer het stolt, wordt de ijswereld eigenlijk groter. Deze oppervlaktevergroting moet echter gecompenseerd worden. Dit gebeurt door de vorming van slenken. In die zin heeft expansietektoniek het tegengestelde effect van contractietektoniek.
Zo heeft de Saturnusmaan Dione een heel netwerk van nauwe rechtlijnige kloven, die soms honderden kilometers lang zijn. Deze kloven verklaart men door aan te nemen dat het slenken zijn die ontstonden tijdens het stollen van de maan.